# Skogstorp, Järfälla kommun

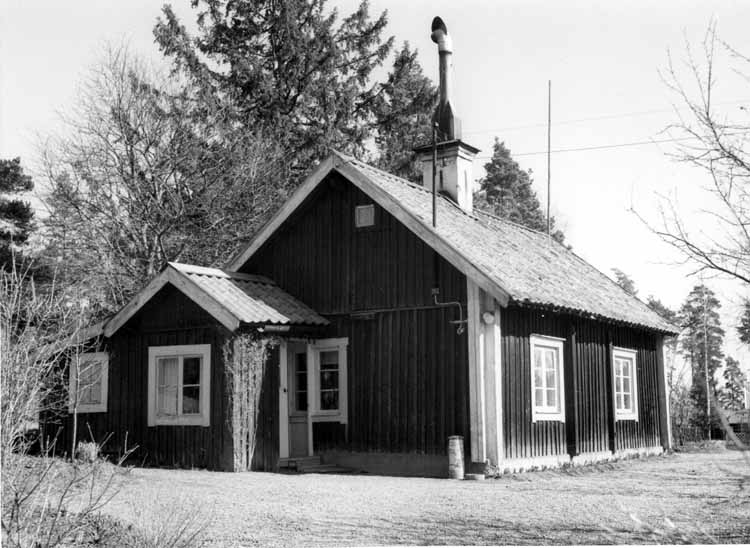
Skogstorp, 1952.

Skogstorp var ett torp under Ulvsättra gård, som låg vid fritidsområdet vid Skogstorpsvägen i Bolinderbyn i Kallhäll i Järfälla kommun. Torpet fanns kvar fram till 1972. Torpplatsen låg mellan Trimvägen och Skogstorpsvägen. Torpet har givit namn till bostadsområdet Skogstorp.

## Historik
Namnet Skogstorp nämns första gången i mantalslängden 1741 som ett torp under Ulvsättra gård.
I husförhörslängden förekommer namnet inte förrän år 1756, husförhörslängden 1740-1755 saknas. Stugan vid Skogstorp var fram till 1961 bebodd, men något jordbruk hade då inte bedrivits där på ett bra tag. År 1972, brände brandkåren ned torpet. Det som återstår idag är rester av en berså och ett par fruktträd. Även en husgrund på 8 x 5 m kan man ana.
Villasamhället Skogstorp byggdes i mitten av 1940-talet. Området bestod då av 81 villor om 3 rum och kök. Skogstorps villabebyggelse med egnahemsvillor är förlagd omedelbart nordöst om radhusområdet, nära den plats där torpet låg. 
År 1885 indelades Järfälla socken i skolområden och Skogstorp kom då att tillhöra Görvälns skolområde och Görvälns skola. De övriga underlydande gårdarna och torpen som då bestämdes att de skulle tillhöra Görvälns skolområde var Görväln med underlydande Henrikstorp, Baset, Slammertorp, Lädersättra, Marhagen, Snuten, Lövholmen, Skäftinge, Kallhälls banvaktsstuga och Kallhälls gård samt Viksjö gård  med underlydande Hummelmora torp, Sandudden och Råstens torp.
Under åren 1945−1948 byggdes på Skogstorps område i Kallhäll 81 små villor för de anställda vid Bolinders Mekaniska Verkstads AB. Den beräknade kostnaden för villan som byggdes var 29 000 kronor per villa, och då lämnade bolaget ett ränte- och amorteringsfritt lån som avsåg tomten på 2 500 kronor på 10 år. Lånet avskrevs med 1/10 för varje år man arbetade vid Bolinders. Bostadsområdet Skogstorp är, liksom Bolinderbyn, en modern variant av bruksbebyggelse.

## Bilder

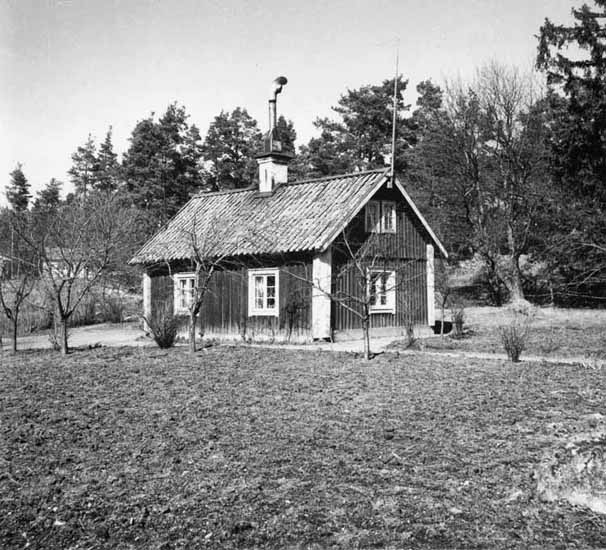
Torpet Skogstorp 1952
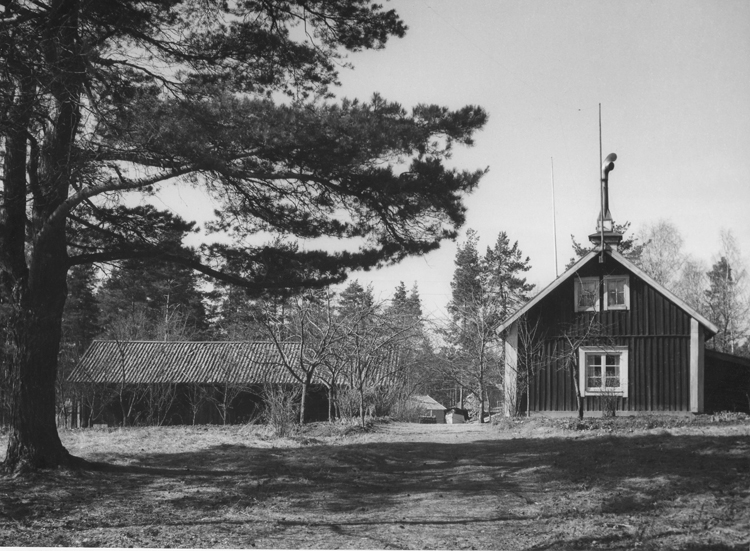
Torpet Skogstorp 1952, torpstugan till höger och uthusbyggnaden till vänster
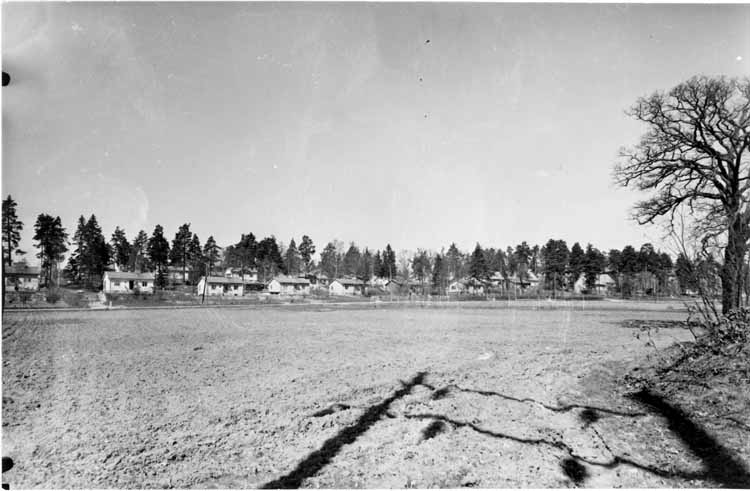
Skogstorps villabebyggelse i maj 1956, innan torpet år 1972 brändes ner av brandkåren
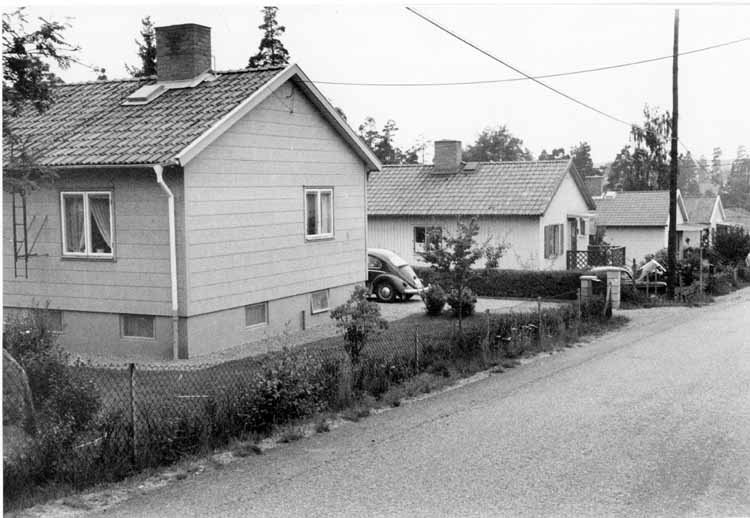
Villabebyggelsen vid Skogstorp 1965, med Trimvägen åt väster mellan Skogstorpsvägen och Bolindervägen